# Кемка
Кемка (рус. Кемка) река је на северозападу европског дела Руске Федерације која целом дужином свог тока протиче преко југозападних делова Лењинградске области, односно преко територије Лушког рејона. Десна је притока реке Луге, у коју се улива на њеном 168. километру узводно од ушћа, и део басена Финског залива Балтичког мора.
Укупна дужина водотока је 29 km, док је површина сливног подручја 190 km².
Најважније притоке су потоци Барски и Доманов.